# Кашкар-Сірми
Кашка́р-Сі́рми (рос. Кашкар-Сирмы, чув. Кашкăрçырми) — присілок у складі Канаського району Чувашії, Росія. Входить до складу Шальтямського сільського поселення.
Населення — 77 осіб (2010; 96 у 2002).
Національний склад:
- чуваші — 100 %